# 13e division d'infanterie (Western)
La 13e division d'infanterie (Western) est une unité de l'armée anglaise créée en 1914 ayant participé à la Première Guerre mondiale. 

## Première Guerre mondiale

### 1914: formation
La 13e division (Western) est formée en août 1914 pour faire partie de la nouvelle armée anglaise créée à la déclaration de guerre (surnommée nouvelle armée de Kitchener). Créée à l'origine pour combattre en France, elle est envoyée en Méditerranée pour faire partie du corps expéditionnaire franco-anglais de Gallipoli. 

### 1915: campagne de Gallipoli
Elle débarque dans la péninsule de Gallipoli en juillet 1915 en préparation de la bataille de Sari Bair (ou Offensive d'août). D'abord en réserve pour exploiter les éventuels succès des unités de l'ANZACs (Australian and New Zealand ArmyCorps), elle enverra finalement devant l'échec des assauts deux brigades en renfort. Les 7e Gloucesters  et 8e Royal Welsh Fusiliers attaquent avec l'appui des australiens le 8 août prenant d'assaut Chunuk Bair. D'autres bataillons de la division prennent la colline Q, le 9. Le 10, elle subit de lourdes pertes lors de la contre-attaque ottomane. 
En septembre 1915, la division a déjà perdu 5 500 hommes, tués, blessés ou disparus sur 10 500 de l'effectif d'origine. Elle est ensuite placée en réserve subissant quand même des pertes causées par l'artillerie turque. Il est finalement décidé d'évacuer une tête de pont. Elle est donc envoyée renforcer les troupes du cap Helles en décembre 1915. A la veille de son évacuation, elle est attaquée par les Ottomans qui sont repoussés. Elle est envoyée en Égypte où elle retrouve l'artillerie divisionnaire qui n'a pas participé à la campagne. 

### 1916: Mésopotamie
En février 1916, la 13e division (Western) est envoyée en Mésopotamie (Irak moderne) après une brève période de repos en Égypte. Elle est envoyée afin de renforcer les forces chargées de lever le siège de Kut-el-Amara. Elle arrive fin mars à Tigris pour rejoindre le gros des forces anglo-indiennes. Elle découvre rapidement la situation difficile concernant le ravitaillement à cause du manque d’infrastructures. L'artillerie moderne de la division incluant des pièces lourdes est particulièrement appréciée. Les tentatives pour libérer Kut commencent le 6 avril 1916. La division combat à Hanna, Fallahiya, et Sanniyat, prenant les deux premières localités. Elle ne pourra pas prendre la dernière car elle est stoppée le 9 avril par les Ottomans. Durant les combats des 5 au 9 avril, 4 membres de l'unité recevront la Victoria Cross. 
Fatiguée, elle est mise en réserve pour la nouvelle phase des opérations. À partir du 16 avril, elle appuie la 3e division (Lahore) sur le flanc droit prenant Bait Isa. Elle est contre attaquée par les Turcs qui ne réussissent par à prendre la position mais arrête la progression de la division. Très affaiblie, la division en est réduite à soutenir par des tirs d'artillerie et de mitrailleuses la 7e division (Meerut) pour l'attaque finale du 22 avril sur Sanniyat. Le 29 avril, la garnison se rend aux Turcs. La division est repliée sur Amara pour faciliter la logistique. 

### Décembre 1916 - mars 1917: Bagdad
De mai à décembre 1916, la 13e division (Western) est rééquipée pour préparer la prise de Bagdad. Elle participe à la seconde bataille de Kut qui permet de prendre la ville. Après une petite pause, elle reprend son avance traversant la rivière Diyala. Le 11 mars 1917, elle participe à la prise de Bagdad puis livre de nombreux combats pour sécuriser la région : Dellis Abbas (27 et 28 mars 1917), Duqma (le 29), Nahr Kalis (du 9 au 15 avril 1917), le passade de l'Adhaim (18 avril 1917) et Shatt al 'Adhaim (30 avril 1917). Elle participe ensuite aux 2e et 3e combat du Jebel Hamrin (16-20 octobre et 3-6 décembre 1917). 

### Février - octobre 1918: Mossoul
La 13e division (Western) reste dans la région de Bagdad jusqu'au début de l'année 1918. Le 29 avril, la division livre son dernier combat dans son ensemble à Tuz Khurmatli. La 40e brigade avec l'artillerie divisionnaire est détachée de la division pour soutenir l'avance sur Mossoul. 

### Fin de la guerre
Après la fin de la guerre, la division reste dans la région de Mossoul jusqu'à son départ pour Amara fin 1918. À part deux bataillons qui restent sur place, la division est démobilisée le 17 mars 1919.

## Composition (au 15 juillet 1916)
- 38e Brigade
  - 6e bataillon, King's Own (Royal Lancaster Regiment)
  - 6e bataillon, East Lancashire Regiment
  - 6e bataillon, Prince of Wales's Volunteers (South Lancashire Regiment)
  - 6e bataillon, Loyal North Lancashire Regiment

- 39e Brigade du 10 juillet au 19 aout 1918, elle fait partie de la North Persia Force
  - 9e bataillon, Royal Warwickshire Regiment
  - 7e bataillon, Gloucestershire Regiment
  - 9e bataillon, Worcestershire Regiment
  - 7e bataillon, Prince of Wales's (North Staffordshire Regiment)

- 40e Brigade
  - 8e bataillon, Cheshire Regiment
  - 8e bataillon, Royal Welsh Fusiliers
  - 4e bataillon, South Wales Borderers
  - 8e bataillon, Welsh Regiment, quitte en janvier 1916 pour devenir bataillon de pionniers divisionnaire
  - 5e bataillon, Duke of Edinburgh's (Wiltshire Regiment), rejoint en décembre 1914

- Troupes divisionnaires
  - 5e bataillon, Wiltshire Regiment, passe à la 40e brigade en décembre 1914
  - 8th (Service) Battalion, Welsh Regiment arrive en janvier 1915 pour devenir bataillon de pionniers

- Artillerie divisionnaire
  - LXVI Brigade, Royal Field Artillery (R.F.A.)
  - LXVII Brigade, R.F.A., quitte en octobre 1915 pour la 10e division (Irish)
  - LXVIII Brigade, R.F.A., quitte en octobre 1915 pour la 10e division (Irish)
  - LXIX (Howitzer) Brigade, R.F.A. dissoute en mai 1916
  - LV Brigade, R.F.A., rejoint en janvier 1916 depuis la 10e division (Irish)
  - LVI Brigade, R.F.A., rejoint en janvier 1916 depuis la 10e division (Irish) quitte en juillet 1916